# Šandorovec
Šandorovec is een plaats in de gemeente Čakovec in de Kroatische provincie Međimurje. De plaats telt 316 inwoners (2001).